# Poa atropurpurea
Poa atropurpurea, es una rara especie botánica de pastos de la subfamilia Pooideae. Es originaria del sur de California, donde se encuentra en las regiones, de la Sierra de San Bernardino cerca de Big Bear y  Montañas Laguna de San Diego County. Crece en prados de montaña húmeda. 

## Descripción
Se trata de una hierba rizomatosa perennifolia que crece en pequeños mechones sueltos hasta medio metro de altura. La firma, las hojas estrechas, a menudo, están enrolladas o plegadas en los bordes. Se trata de una planta dioica, con individuos masculinos y femeninos que llevan diferentes tipos de flores. La inflorescencia es un poco en forma de lanza, con ramas aplanadas, extendiéndose hacia arriba a lo largo del eje del tallo. Las inflorescencias masculinas y femeninas son similares. Pueden tener hasta 70 espiguillas cada una, que son un color violáceo.

## Hábitat
En la Sierra de San Bernardino, la hierba se produce en hábitat de llanura de gravilla cerca de Big Bear con otras especies de plantas raras. En el condado de San Diego, la hierba se ha observado en Monte Palomar y en los prados de Mount Laguna . Hay menos de veinte poblaciones de esta hierba en existencia y se trata como una especie en peligro de extinción de los Estados Unidos. 
Esta especie se enfrenta a una serie de amenazas, incluyendo la degradación de su hábitat en la pradera por vehículos todo terreno y la construcción del Big Bear City Airport y zonas de esquí. Algunas poblaciones se ha observado que contienen sólo los individuos de sexo femenino. Otras amenazas incluyen el pastoreo de ganado. 

## Taxonomía
Poa atropurpurea fue descrita por Frank Lamson Scribner y publicado en Bulletin, Division of Agrostology United States Department of Agriculture 11: 53–54, pl. 10. 1898.
Etimología
Poa: nombre genérico derivado del griego poa = (hierba, sobre todo como forraje).
atropurpurea: epíteto latino que significa "de color púrpura oscuro".